# 小行星25036
小行星25036（25036 Elizabethof）是一颗绕太阳运转的小行星，为主小行星带小行星。该小行星于1998年8月发现。

## 轨道参数
小行星25036的轨道半长轴为370 545 212 km（2.4769065 UA），离心率为0.083。